# 端山忠左衛門
端山 忠左衛門（はしやま ちゅうざえもん、1845年（弘化2年11月）- 1915年（大正4年）9月21日）は、明治時代の政治家、実業家。染色家。新聞経営者。衆議院議員（1期）。幼名は虎次郎。

## 経歴
尾張国知多郡、のちの植大村（愛知県知多郡阿久比村を経て現阿久比町）に生まれる。生家は染色業、農業を生業とした。7歳の時、村の蓮慶寺の住職に従い儒学および仏学を修め、のち岡崎の曾我耐軒の高弟伊藤玄甫の門に入り漢籍を修めた。ほか、倫理学、洋学を学んだ。1877年（明治10年）改良染色法を学ぶため大阪の朝陽館に入ったのち、1879年（明治12年）名古屋に染色織工場を建設した。まもなく府県会の創設に伴い愛知県会議員に挙げられ、同議長、常置委員、郡部会議長などを務めた。
1882年（明治15年）9月、議員を辞したのち同志を募り東海新聞社を組織し、愛知新聞社の印刷機を譲り受け東海新聞（毎日新聞中部本社の前身紙のひとつ）を発刊する。ついで翌年の1883年（明治16年）県会補欠選挙で県議に返り咲いた。ほか、阿久比村戸長、同村会議員、南設楽郡長、愛知地方森林会議員、山林会副会頭、尾三水産会評議員、愛知県沿海漁業組合頭取、知多紡績専務取締役などを歴任した。1890年（明治23年）7月の第1回衆議院議員総選挙では愛知県第7区から出馬し当選。衆議院議員を1期務めた。在職中は巴倶楽部に所属した。